# United States Naval Aviation
La United States Naval Aviation è la componente aerea della U.S. Navy. Conta in servizio oltre 4.000 aeromobili e 100 000 uomini, compreso il personale della riserva.

## Storia
Il pioniere dell'aviazione Glenn Curtiss fu chiamato dalla Marina per dimostrare che gli aerei potevano decollare e atterrare da bordo di navi in mare.

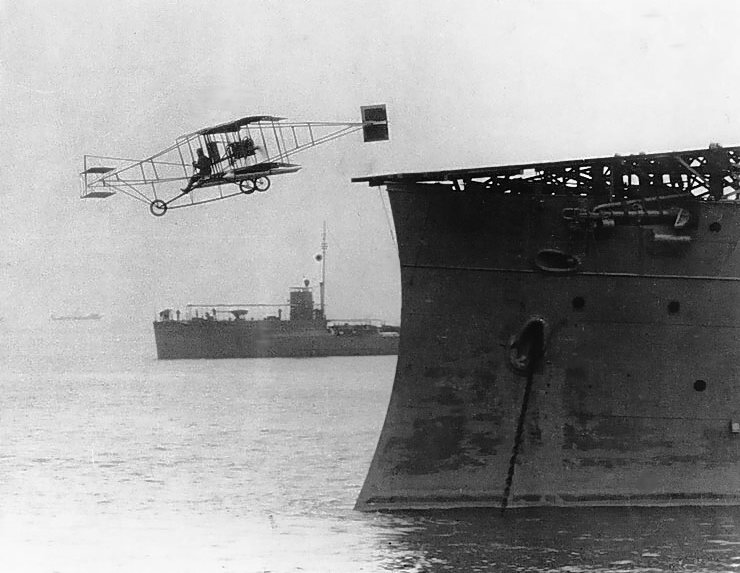
Eugene Ely si lanciò dalla nel novembre 1910.

Così uno dei suoi piloti, Eugene Ely, è decollato dalla USS Birmingham ancorata al largo della costa della Virginia nel novembre 1910. Il 27 gennaio 1911, Curtiss volò con il primo idrovolante nell'acqua della baia di San Diego e il giorno successivo il tenente della US Navy Theodore G. Ellyson, allievo della scuola di Curtiss, decollò da un incrociatore per diventare il primo aviatore navale. La prima Naval Air Station nacque a Pensacola, in Florida, nel mese di gennaio 1914, al comando di Henry C. Mustin, che nel 1915 testò con successo la prima catapulta di lancio di un aereo da una nave.
L'aviazione del Corpo dei Marines si separò dalla Naval Aviation nel 1915, quando il comandante del Corpo dei Marines autorizzò la creazione di una compagnia dell'aviazione composta da 10 ufficiali e 40 soldati semplici., costituendo di fatto il United States Marine Corps Aviation.
Nel 1919 l'ammiraglio William Benson tentò di sciogliere del tutto il programma navale aeronautico, ma il Segretario Aggiunto della Marina Franklin Roosevelt riuscì a mantenerlo.
Nel 1931 entrò in servizio l'USS Akron un dirigibile rigido prodotto dall'azienda statunitense Goodyear-Zeppelin Corporation che utilizzato dalla United States Navy nei primi anni trenta. Insieme all'aeronave gemella ZRS-5 USS Macon era dotato di un hangar interno per una piccola pattuglia di cinque caccia biplani, meritandosi la definizione di Portaerei volante.

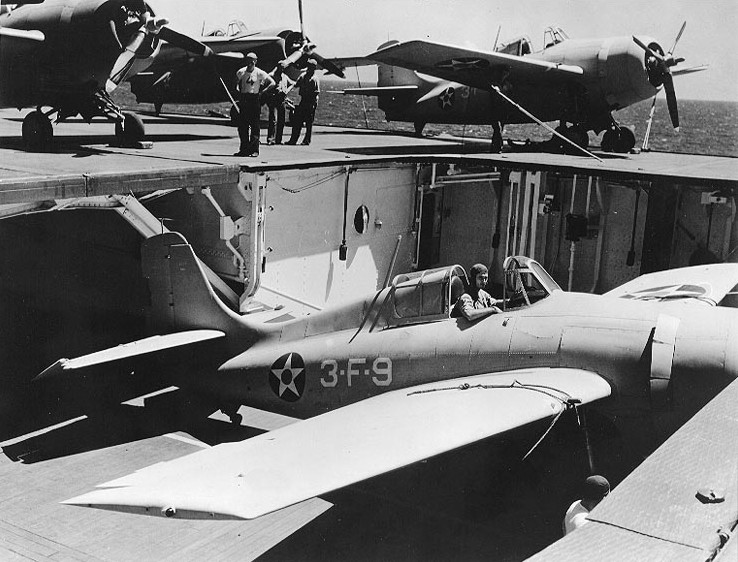
F4F Wildcat imbarcati sulla, ottobre 1941

Ma dal 1937 cominciarono a entrare in servizio diverse portaerei (USS Yorktown, USS Enterprise, USS Lexington, USS Ranger, USS Saratoga e USS Hornet) che svilupparono enormemente l'utilizzo dell'aviazione di marina.
All'ingresso degli Stati Uniti nella seconda guerra mondiale l'U.S. Navy contava su otto portaerei e l'aviazione navale americana ebbe così un ruolo primario, prendendo parte a tutte le principali battaglie navali del Pacifico.

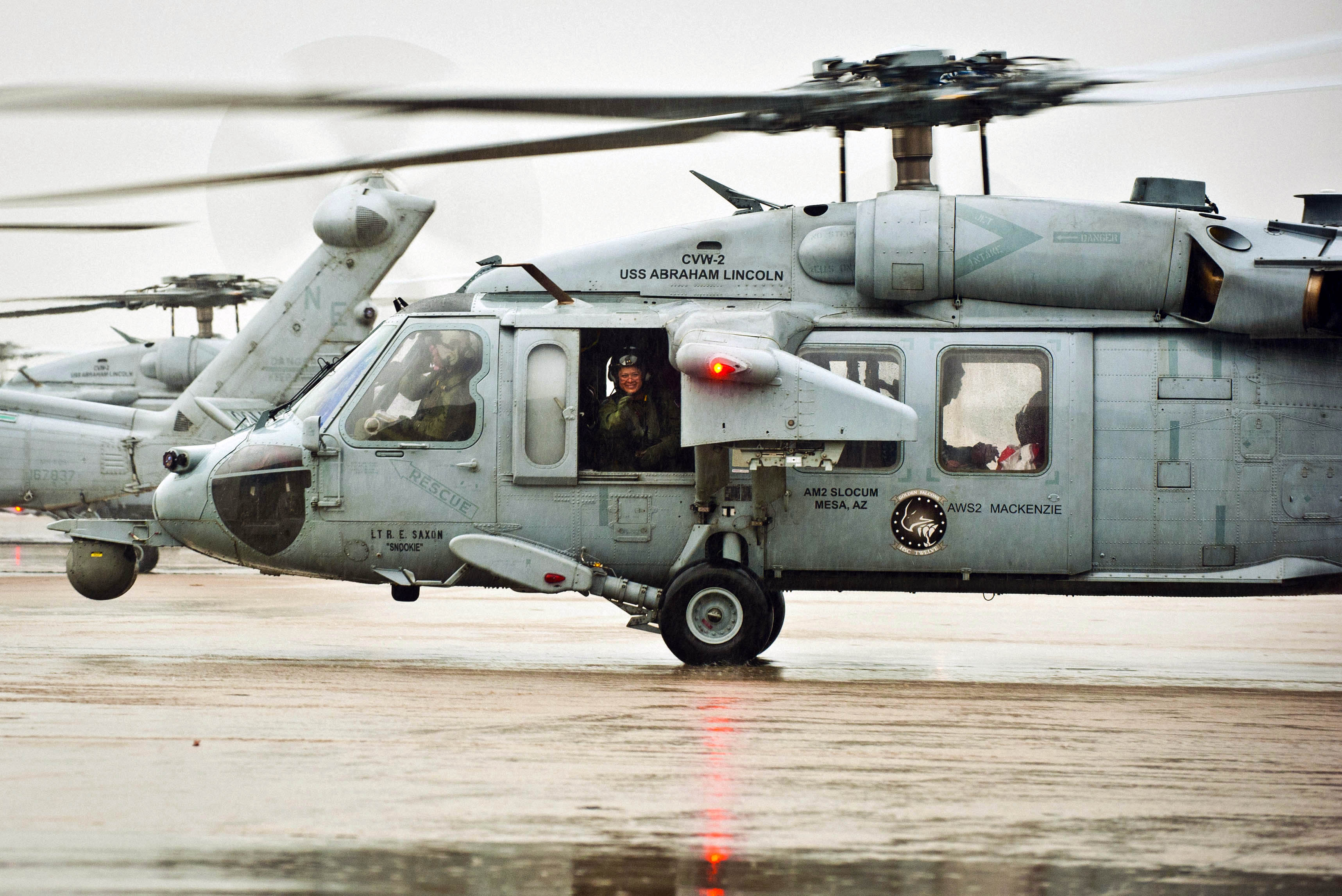
Elicotteri MH-60S alla NAS di North Island, Coronado (California), 2011

Subito dopo la guerra l'U.S. Navy utilizzò per la prima volta aerei a reazione su portaerei. Gli anni del dopoguerra ha visto anche lo sviluppo dell'elicottero, con una varietà di ruoli utili e capacità di missione, a bordo di portaerei e altre unità navali.
Durante e dopo la guerra fredda, il dominio virtuale dei mari in molte delle vie d'acqua del mondo, permise lo schieramento di portaerei e la proiezione della propria potenza aerea quasi dovunque nel globo. Operando da acque internazionali, le portaerei americane (in particolari quelle a propulsione nucleare) hanno potuto sopperire alla indisponibilità di aeroporti alleati o di permessi di sorvolo nella vicinanza delle zone di operazioni richieste, entrambe politicamente difficili da acquisire.

## Cronologia dei gruppi/stormi imbarcati

### Carrier Air Group 1941-1942
| Ruolo         | Modello                | Quantità imbarcata |
| ------------- | ---------------------- | ------------------ |
| Caccia        | Grumman F4F Wildcat    | 16                 |
| Bombardiere   | Douglas SBD Dauntless  | 32                 |
| Aerosilurante | Douglas TBD Devastator | 10                 |

### Carrier Air Group 1942-1945
| Ruolo              | Modello                | Quantità imbarcata |
| ------------------ | ---------------------- | ------------------ |
| Caccia             | Grumman F6F Hellcat    | 32-39              |
| Caccia-bombardiere | F4U Corsair            | 34-35              |
| Bombardiere        | Curtiss SB2C Helldiver | 15                 |
| Aerosilurante      | Grumman TBF Avenger    | 15                 |

### Carrier Air Group, Light 1942-1945
| Ruolo         | Modello             | Quantità imbarcata |
| ------------- | ------------------- | ------------------ |
| Caccia        | Grumman F6F Hellcat | 24                 |
| Aerosilurante | Grumman TBF Avenger | 9                  |

### Carrier Air Group 1946-1955
| Ruolo     | Modello                                             | Quantità imbarcata |
| --------- | --------------------------------------------------- | ------------------ |
| Caccia    | Grumman F8F Bearcat, dal 1951 McDonnell F2H Banshee | 1 Squadron         |
| Caccia    | F4U Corsair, dal 1952 Grumman F9F Panther           | 1 Squadron         |
| Attacco   | Douglas AD-4 Skyraider                              | 1 Squadron         |
| Composito |                                                     | 1 Squadron         |
| Utility   | Sikorsky HO3S-1, dal 1953 Piasecki HUP-2            | 1 Detachment       |

### Carrier Air Group 1956-1962
| Ruolo                    | Modello                                                | Quantità imbarcata |
| ------------------------ | ------------------------------------------------------ | ------------------ |
| Caccia                   | McDonnell F2H Banshee, dal 1959 McDonnell F3H Demon    | 1 Squadron         |
| Caccia                   | North American FJ-3M Fury, dal 1959 Douglas F4D Skyray | 1 Squadron         |
| Attacco                  | Douglas A-4 Skyhawk                                    | 2 Squadron         |
| Attacco                  | Douglas AD-6 Skyraider                                 | 1 Squadron         |
| Attacco ognitempo        | Douglas AD-5N Skyraider                                | 1 Squadron         |
| Attacco pesante          | Douglas A-3 Skywarrior                                 | 1 Detachment       |
| Pre-allerta              | Douglas AD-5W Skyraider                                | 1 Detachment       |
| Ricognizione fotografica | McDonnell F2H Banshee, dal 1959 VoughtF-8U-1P Crusader | 1 Detachment       |
| Utility                  | Piasecki HUP-2                                         | 1 Detachment       |

### Carrier Air Wing 1963-1969
| Ruolo              | Modello                          | Quantità imbarcata |
| ------------------ | -------------------------------- | ------------------ |
| Caccia             | McDonnell Douglas F-4 Phantom II | 1 Squadron         |
| Caccia             | Vought F-8 Crusader              | 1 Squadron         |
| Attacco            | Douglas A-4 Skyhawk              | 2 Squadron         |
| Attacco            | Douglas A-1 Skyraider            | 1 Squadron         |
| Attacco pesante    | Douglas A-3 Skywarrior           | 1 Detachment       |
| Pre-allerta        | Grumman E-1 Tracer               | 1 Detachment       |
| Ricognizione       | Vought RF-8 Crusader             | 1 Detachment       |
| Guerra elettronica | Douglas EA-3B Skywarrior         | 1 Detachment       |
| Utility            | Kaman SH-2 Seasprite             | 1 Detachment       |

### Carrier Air Wing 1970-1974
| Ruolo                          | Modello                          | Quantità imbarcata |
| ------------------------------ | -------------------------------- | ------------------ |
| Caccia                         | McDonnell Douglas F-4 Phantom II | 2 Squadron         |
| Attacco                        | Vought A-7 Corsair II            | 2 Squadron         |
| Attacco                        | Grumman A-6 Intruder             | 1 Squadron         |
| Ricognizione e Attacco pesante | North American A-5 Vigilante     | 1 Squadron         |
| Pre-allerta                    | Grumman E-2 Hawkeye              | 1 Squadron         |
| Guerra elettronica             | Douglas EA-3B Skywarrior         | 1 Squadron         |
| Utility                        | Kaman SH-2 Seasprite             | 1 Detachment       |

### Carrier Air Wing 1975-1987
| Ruolo                          | Modello                                     | Quantità imbarcata |
| ------------------------------ | ------------------------------------------- | ------------------ |
| Caccia                         | Grumman F-14 Tomcat                         | 2 Squadron         |
| Attacco                        | Vought A-7 Corsair II                       | 2 Squadron         |
| Attacco                        | Grumman A-6 Intruder                        | 1 Squadron         |
| Ricognizione e Attacco pesante | North American A-5 Vigilante (fino al 1976) | 1 Squadron         |
| Pre-allerta                    | Grumman E-2 Hawkeye                         | 1 Squadron         |
| Guerra elettronica             | Grumman EA-6B Prowler                       | 1 Squadron         |
| Anti-Sommergibile              | Lockheed S-3 Viking                         | 1 Squadron         |
| Utility                        | Sikorsky SH-3D                              | 1 Squadron         |

### Carrier Air Wing 1988-2004
| Ruolo              | Modello                            | Quantità imbarcata                                       |
| ------------------ | ---------------------------------- | -------------------------------------------------------- |
| Caccia             | Grumman F-14 Tomcat                | 2 Squadron (1 Squadron dal 1993)                         |
| Attacco            | McDonnell Douglas F/A-18C/D Hornet | 2 Squadron (3 Squadron dal 1993, di cui uno dei Marines) |
| Attacco            | Grumman A-6 Intruder               | 1 Squadron                                               |
| Pre-allerta        | Grumman E-2 Hawkeye                | 1 Squadron                                               |
| Guerra elettronica | Grumman EA-6B Prowler              | 1 Squadron                                               |
| Anti-Sommergibile  | Lockheed S-3 Viking                | 1 Squadron                                               |
| Utility            | Sikorsky SH-3D (fino al 1994)      | 1 Squadron                                               |
| Utility            | Sikorsky SH-60 (dal 1994)          | 1 Squadron                                               |

### Carrier Air Wing 2005-oggi
| Ruolo              | Modello                                                                                   | Quantità imbarcata                                                                                                |
| ------------------ | ----------------------------------------------------------------------------------------- | --- |
| Attacco            | McDonnell Douglas F/A-18E Super Hornet                                                    | 2 Squadron (in alcuni stormi uno squadron è rimpiazzato da un'unità dei marines equipaggiata con F/A-18C o F-35C) |
| Attacco            | McDonnell Douglas F/A-18F Super Hornet                                                    | 2 Squadron |
| Pre-allerta        | Grumman E-2 Hawkeye                                                                       | 1 Squadron |
| Guerra elettronica | Grumman EA-6B Prowler (fino al 2012)                                                      | 1 Squadron |
| Guerra elettronica | McDonnell Douglas EA-18G Growler (dal 2012)                                               | 1 Squadron |
| Anti-sommergibile  | Sikorsky HH-60H/SH-60F                                                                    | 1 Squadron |
| Utility            | Sikorsky SH-60B                                                                           | 1 Detachment fino al 2012 poi 1 Squadron                                                                          |
| COD                | Grumman C-2 Greyhound (dal 2022 in corso di sostituzione con il Bell Boeing CV-22 Osprey) | 1 Detachment |

## Organizzazione
- Commander Naval Air Forces (COMNAVAIRFOR) - è il comandante di tutte le forze aeree dell'U.S. Navy. Il comando ha sede a Coronado, in California.[3]
  -  Commander Naval Air Forces Pacific (COMAIRPAC) - gestisce le forze aeree alla flotta del Pacifico, e dà supporto operativo aereo alla flotta. Il comandante è anche comandante del COMNAVAIRFOR
  -  Commander Naval Air Forces Atlantic (COMAIRLANT) - gestisce le forze aeree della flotta dell'Atlantico, e dà supporto operativo aereo alla flotta
    -  Naval Aviation Warfighting Development Center (NAWDC) - si trova nella città di Fallon in Nevada ed è il centro di eccellenza per formazione aeronautica e tattiche di sviluppo navale. il NAWDC fornisce a equipaggi, squadroni e gruppi in tutta la Marina degli Stati Uniti formazione di volo, corsi didattici accademici, e supporto operativo e di intelligence.
    -  Naval Air Training (CNATRA), Base NAS Corpus Christi, Texas
- Naval Air Systems Command (NAVAIR) - fornisce supporto materiale per sistemi aerei e di armi aeree. NAVAIR è stata fondata nel 1966 sostituendo il Bureau of Naval Weapons, e ha sede a Patuxent River, nel Maryland.

## Naval Air Station

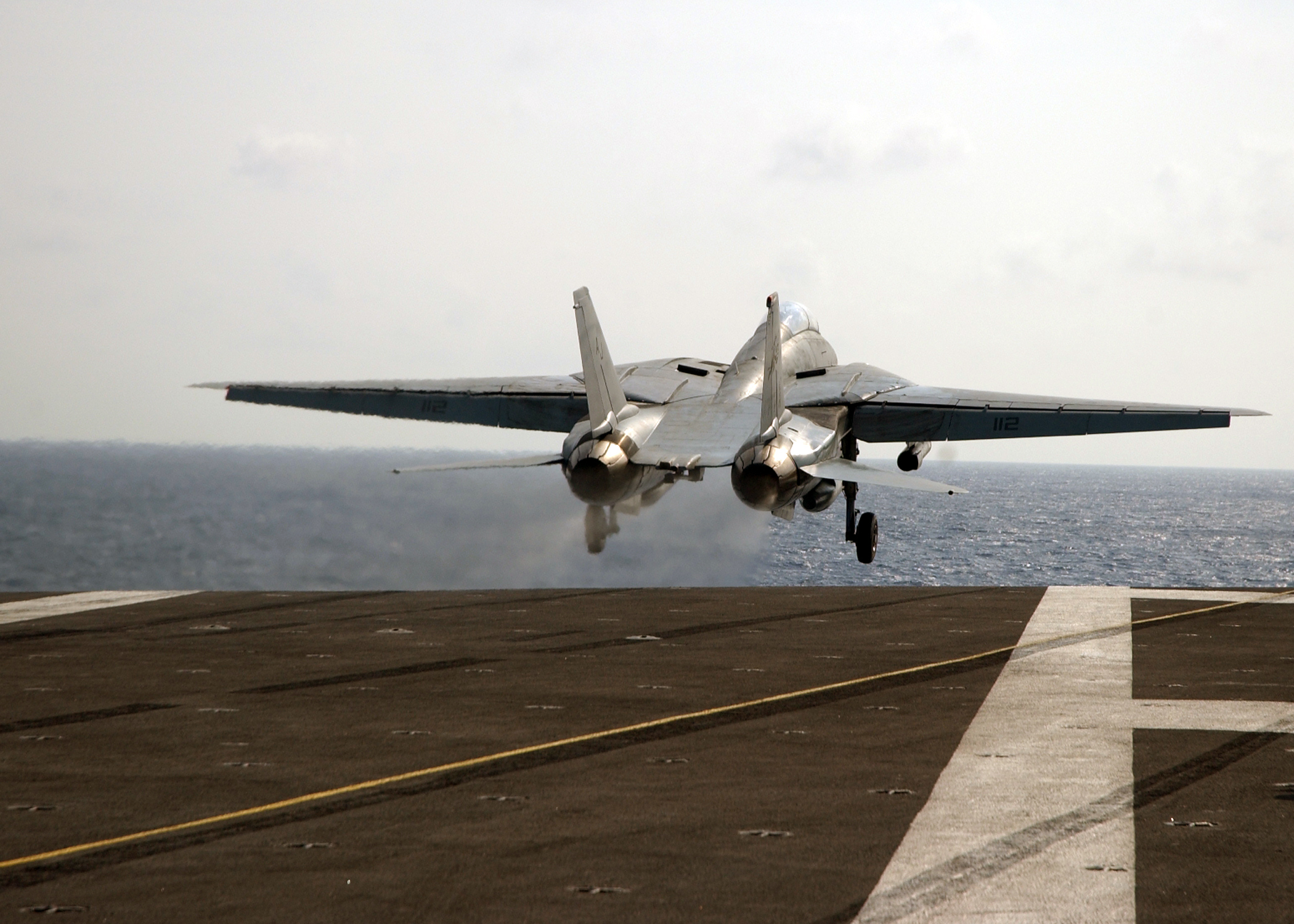
Un F-14 Tomcat decolla da una portaerei

Le basi aeree della U.S. Navy sono denominate Naval Air Station, e sono 16, di cui tre all'estero. 

### Negli Usa
Queste alcune:
- Key West Naval Air Station (Florida)
- Naval Air Station Norfolk (Virginia)
- Naval Air Station Fallon (Nevada)
- Naval Air Station Jacksonville (Florida)
- Naval Air Station Corpus Christi (Texas)
- Naval Air Station Pensacola (Florida)
- NAS Whiting Field, Milton (Florida)
- Naval Air Station North Island, Coronado (California)

### All'estero
- Naval Air Station Sigonella (Italia)
- NAS Guantanamo (Cuba)
- Naval Air Station Rota (Spagna)

Non attive
- Naval Air Station Keflavik (Islanda)
- Cubi Point Naval Air Station (Filippine)
- Naval Air Station "Barbers Point" (Hawaii)

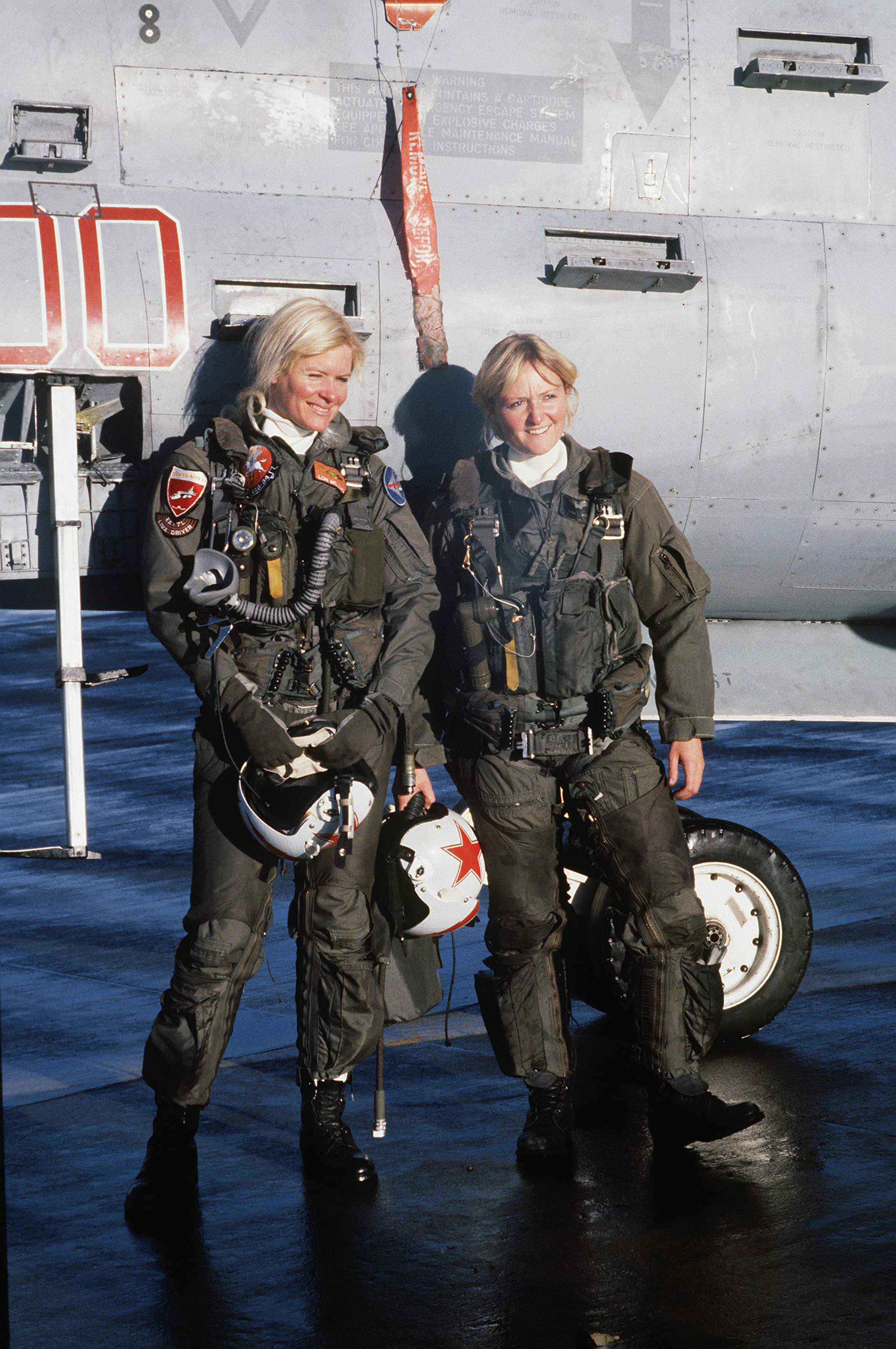
Due pilote dell'U.S. Navy nel 1987

## Personale

### U. S. naval aviator
Un U. S. naval aviator è un ufficiale o sottufficiale incaricato, che è qualificato come pilota nella U.S. Navy, U.S. Marine Corps o United States Coast Guard.
La maggior parte degli aviatori della U.S. Naval Aviation sono ufficiali che possono beneficiare di comando in mare; tuttavia, un piccolo numero di ufficiali specialisti di linea e marescialli capo specialisti di aviazione, sono anche addestrati come aviatori navali.

### Addestramento
L'addestramento è affidato al Naval Air Training Command.
Quello dei piloti della marina militare statunitense avviene principalmente nelle basi aeree NAS Corpus Christi (Texas) e NAS Whiting Field (Florida).
La United States Navy Fighter Weapons School, comunemente chiamata Top Gun, è invece la scuola di combattimento per piloti della Marina, con sede a Fallon in Nevada.

## Aeromobili in uso
Sezione aggiornata annualmente in base al World Air Force di Flightglobal del corrente anno. Tale dossier non contempla UAV, aerei da trasporto VIP ed eventuali incidenti accorsi durante l'anno della sua pubblicazione. Modifiche giornaliere o mensili che potrebbero portare a discordanze nel tipo di modelli in servizio e nel loro numero rispetto a WAF, vengono apportate in base a siti specializzati, periodici mensili e bimestrali. Tali modifiche vengono apportate onde rendere quanto più aggiornata la tabella.
| Aeromobile                                | Origine                 | Tipo                                                                             | Versione (denominazione locale) | In servizio (2024) | Note | Immagine |
| Aerei da combattimento                    |                         |                                                                                  |                                 |                    | |          |
| McDonnell Douglas F/A-18 Super Hornet     | Stati Uniti             | aereo da cacciacaccia multiruoloconversione operativa                            | F/A-18EF/A-18F                  | 416116             | 322 monoposto F/A-18E Block II e 286 biposto F/A-18F Block II consegnati fino al 17 aprile 2020. Un F/A-18F è andato perso sul Mare delle Filippine a novembre 2018. Un ulteriore F/A-18E è stato perso il 31 luglio 2018. Un F/A-18E è andato perso il 20 ottobre 2020. Ulteriori 17 F/A-18E/F Block III (5 monoposto e 12 biposto) ordinati il 19 marzo 2024. Un F/A-18F è stato perso il 22 dicembre 2024. |          |
| Lockheed Martin F-35 Lightning II         | Stati Uniti             | cacciabombardiere                                                                | F-35C                           | 56                 | 273 esemplari ordinati. |          |
| Boeing E/A-18G Growler                    | Stati Uniti             | aereo per guerra elettronica                                                     | E/A-18G                         | 152                | Un esemplare è stato perso in un incidente il 12 febbraio 2025. |          |
| Aerei per impieghi speciali               |                         |                                                                                  |                                 |                    | |          |
| Northrop Grumman E-2 Hawkeye              | Stati Uniti             | Awacs imbarcato                                                                  | E-2CE-2D                        | 86                 | 49 della nuova versione E-2D Advanced Hawkeye risultano ordinati all'aprile 2019. Al febbraio 2022, risultano consegnati 51 E-2D. |          |
| Boeing E-6 Mercury                        | Stati Uniti             | Aeromobile per comando e controllo                                               | E-6B                            | 16                 | 16 E-A consegnati a partire dal 1992, successivamente aggiornati allo standard E-6B dal 1997 al 2006. |          |
| Gulfstream NC-37B                         | Stati Uniti             | aeromobile per telemetria                                                        | NC-37B                          | 1                  | 1 G550 modificato con le stesse carenature sulla cellula come l'omologo G550 CAEW israeliano, ordinato nel 2016 e consegnato a settembre 2018, destinato alla telemetria ed ai test di volo di missili e missili navali. |          |
| Fairchild C-26 Metroliner                 | Stati Uniti             | aereo da ricognizione                                                            | C-26D                           | 3                  | |          |
| Aerei da pattugliamento marittimo         |                         |                                                                                  |                                 |                    | |          |
| Boeing P-8 Poseidon                       | Stati Uniti             | aereo da pattugliamento marittimo                                                | P-8A                            | 139                | 109 ordinati e consegnati, ai quali si aggiungeranno ulteriori 9 aerei ordinati il 31 marzo 2021. A luglio 2025 erano 139 i P-8A in organico. |          |
| Lockheed P-3 Orion                        | Stati Uniti             | aereo da pattugliamento marittimo                                                | P-3C                            | 7                  | |          |
| Aeromobili a pilotaggio remoto - UAV      |                         |                                                                                  |                                 |                    | |          |
| Northrop Grumman MQ-4 Triton              | Stati Uniti             | UAV SIGINT                                                                       | MQ-4C                           | 3                  | 3 Triton in servizio con l'Air Test Evalutation Squadron Twenty, VX-20, di Patuxent, unità sperimentale per i test, ed altri 3 con il primo reparto operativo, ovvero il VUP-19 (Unmanned Patrol Squadron 19) della NAS Jacksonville, Florida. Questi velivoli saranno aggiornati ed avranno anche capacità SIGINT a partire dal 2022. Ulteriori 4 MQ-4C ordinati a dicembre 2019. Con i due MQ-4C ordinati a marzo 2025, sale a 27 il numero degli esemplari contrattualizzati. |          |
| Boeing MQ-25 Stingray                     | Stati Uniti             | UAV imbarcato per rifornimento in volo                                           | MQ-25A                          | 1                  | 4 ordinati, con una previsione di acquisto di 76 esemplari. Ulteriori 3 MQ-25 (che porta a sette il numero degli esemplari totali) ordinati ad aprile 2020. Il primo esemplare cosegnato il 21 febbraio 2024 ed utilizzato dalla Marina per portare a termine ulteriori test di resistenza a bordo. |          |
| Aerei da trasporto e rifornimento in volo |                         |                                                                                  |                                 |                    | |          |
| Lockheed C-130 Hercules                   | Stati Uniti             | aereo da trasporto Rifornimento in volo                                          | KC-130T                         | 1117               | |          |
| Boeing C-40 Clipper                       | Stati Uniti             | aereo da trasporto                                                               | C-40A                           | 17                 | 17 C-40A ricevuti tra il 2001 ed il 2019. |          |
| Grumman C-2 Greyhound                     | Stati Uniti             | aereo da trasporto imbarcato                                                     | C-2A(R)                         | 15                 | 17 C-2A in servizio dal 1966 al 1984, più ulteriori 39 C-2A(R) ordinati nel 1984 e ricevuti a partire dal 1985. |          |
| Gulfstream C-37A                          | Stati Uniti             | aereo da trasporto                                                               | C-37A                           | 1                  | 1 C-37A in servizio al maggio 2019. |          |
| Gulfstream C-37B                          | Stati Uniti             | aereo da trasporto                                                               | C-37B                           | 3                  | 3 C-37B in servizio al maggio 2019. |          |
| Beechcraft C-12 Huron                     | Stati Uniti             | aereo da trasporto                                                               | UC-12M                          | 13                 | |          |
| Fairchild C-26 Metroliner                 | Stati Uniti             | aereo da ricognizioneconversione operativa                                       | C-26DC-26A                      | 41                 | |          |
| Aerei da addestramento                    |                         |                                                                                  |                                 |                    | |          |
| Northrop F-5 Tiger II                     | Stati Uniti             | aereo da cacciaaereo da caccia biposto conversione operativa                     | F-5N F-5N+F-5F F-5F+            | 31                 | 31 tra F-5N e F-5F in servizio al settembre 2021. |          |
| General Dynamics F-16 Fighting Falcon     | Stati Uniti             | aereo da caccia                                                                  | F-16A F-16BF-16C F-16D          | 225                | 10 F-16A Block 15 e 4 F-16B Block 15 ex pakistani immagazzinati presso il 309° AMARG, ricevuti dalla fine del 2002. Ulteriori 20 F-16C Block 32 e 6 F-16D Block 25 ex Air National Guard richiesti nel 2021, il primo dei quali è stato consegnato il 20 aprile 2022. |          |
| McDonnell Douglas F/A-18 Hornet           | Stati Uniti             | aereo da caccia                                                                  | F-18AF-18BF-18CF-18D            | 43                 | Vengono utilizzati come aerei aggressor. |          |
| McDonnell Douglas-BAe T-45 Goshawk        | Stati Uniti Regno Unito | aereo da addestramento imbarcato                                                 | T-45AT-45C                      | 189                | 221 T-45A/C ricevuti a partire dal 1991. Un esemplare è andato perso (dopo i due persi a gennaio ed ottobre 2017) a maggio 2019, portando a 193 gli esemplari in servizio. Uno degli 193 aerei in servizio è stato perso il 24 marzo 2021. Un esemplare è stato perso ed uno danneggiato in una collisione a maggio 2021. Un ulteriore esemplare è stato perso il 16 agosto 2022. |          |
| Beechcraft T-6 Texan II                   | Stati Uniti             | aereo da addestramento                                                           | T-6A T-6B T-6CAT-6E             | 2932               | Uno dei 294 esemplari in servizio al dicembre 2019 (un T-6B) è andato distrutto il 23 ottobre 2020. 2 AT-6E ex USAF ricevuti a settembre 2023. |          |
| Northrop T-38 Talon                       | Stati Uniti             | aereo da addestramento                                                           | T-38A                           | 10                 | |          |
| Beechcraft T-34 Mentor                    | Stati Uniti             | aereo da addestramento                                                           | T-34C-1                         | 15                 | |          |
| Beechcraft T-44 Pegasus                   | Stati Uniti             | aereo da addestramento                                                           | T-44C                           | 56                 | I T-44A sono entrati in servizio a partire dal 1977. |          |
| Textron T-54 Marlin II                    | Stati Uniti             | aereo da addestramento                                                           | T-54A                           | 15                 | 10 B260 (che saranno denominati T-54A Multi Engine Training System- METS) ordinati il 25 gennaio 2023, con due opzioni da 27 velivoli ciascuna per ulteriori 54 velivoli totali. Primi due esemplari consegnati il 17 e il 18 aprile 2024. |          |
| Gulfstream C-38 Courier                   | Stati Uniti             | aereo da addestramento                                                           | C-38A                           | 2                  | 2 C-38A Courier ex Air National Guard ricevuti nel 2015. |          |
| de Havilland DHC-3 Otter                  | Canada                  | aereo da addestramento                                                           | NU-1B                           | 1                  | |          |
| Boeing E-3                                | Stati Uniti             | aereo da addestramento                                                           | E-3D                            | 0                  | Un E-3D ex Royal Air Force è stato acquistato il 30 giugno 2021, per essere utilizzato come aereo da addestramento al volo per gli equipaggi destinati E-6B. |          |
| Elicotteri                                |                         |                                                                                  |                                 |                    | |          |
| Sikorsky SH-60 Seahawk                    | Stati Uniti             | elicottero da trasporto medioelicottero ASWSARelicottero per operazioni speciali | S-70SH-60HH-60 MH-60            | 456                | |          |
| Sikorsky MH-53 Sea Dragon                 | Stati Uniti             | elicottero imbarcato per contromisure mine                                       | MH-53E                          | 26                 | |          |
| Bell Boeing V-22 Osprey                   | Stati Uniti             | convertiplano da trasporto e collegamento                                        | CMV-22                          | 29                 | 39 CMV-22B ordinati a giugno 2018 e destinati al ruolo COD (Carrier On-Board Delivery, i collegamenti con le portaeromobili) in sostituzione dei C-2 Greyhound. |          |
| Bell TH-57 Sea Ranger                     | Stati Uniti             | elicottero da addestramento                                                      | TH-57BTH-57C                    | 100                | |          |
| Bell 407                                  | Stati Uniti             | elicottero utility                                                               | Bell 407                        | 5                  | |          |
| Airbus Helicopters UH-72 Lakota           | Unione europea          | elicottero da addestramento                                                      | UH-72A                          | 5                  | |          |
| Bell 206                                  | Stati Uniti             | elicottero utility                                                               | OH-58                           | 3                  | |          |
| AgustaWestland TH-73 Thrasher             | Italia                  | elicottero da addestramento                                                      | TH-73A                          | 100                | 32 TH-73A ordinati a gennaio 2020 con un contratto di 177 milioni di dollari, mentre il contratto totale vale 648 milioni per tutti i 130 velivoli previsti. L'USN prevede che le consegne degli elicotteri abbiano inizio nel 2020 e proseguiranno per fino al 2024. Un'opzione per ulteriori 36 esemplari è stata esercitata il 13 novembre 2020. Il primo esemplare è stato consegnato il 10 giugno 2021 ed è divenuto operativo il 6 agosto dello stesso anno. Ulteriori 36 esemplari (che portano il totale a 104) ordinati a dicembre 2021. Il 24 dicembre 2022, con l'ordine di ulteriori 26 TH-73A, sarà completato il fabbisogno totale della US Navy di 130 elicotteri da addestramento. |          |

## Aeromobili ritirati
- Lockheed EP-3 Arles II - 26 esemplari (1970-2025)[81][82][83]
- Gulfstream C-20G - (1986-2019)[45]
- Fairchild RC-26D Condor - 3 esemplari (1999-2020)[84]
- McDonnell Douglas F/A-18A Hornet - Gli ultimi esemplari operativi dei "Legacy Hornet" sono stati ritirati dal servizio il 1 febbraio 2019, lasciando attivi solo gli F/A-18A+ utilizzati dai reparti della riserva nel ruolo di aggressor.[85]
- McDonnell Douglas F/A-18B Hornet[85]
- McDonnell Douglas F/A-18C Hornet[85]
- McDonnell Douglas F/A-18D Hornet[85]
- General Dynamics F-16N Fighting Falcon - 26 esemplari (1987-1994)[46]
- General Dynamics TF-16N Fighting Falcon - 4 esemplari (1987-1994)[46]
- IAI F-21A Lion - 12 esemplari (1985-1988)[86]
- Grumman C-2A Greyhound - 17 esemplari (1966-1984)[44]